# Babitz (werkkamp)
Babitz was een werkkamp dat fungeerde als een subkamp van Auschwitz. In Babitz, gelegen in het dorp Babice, werd aan landbouw gedaan op een speciaal daarvoor opgericht SS-boerderij. De gevangenen van het kamp waren tussen maart 1943 en januari 1945 bezig met het verbouwen van diverse gewassen. Het kamp telde 159 mannelijke gevangen (17 januari 1945) en ongeveer 180 vrouwelijke gevangenen (zomer 1944)